# Call of Duty: Elite
Call of Duty: Elite était un service en ligne développé par BeachHead Studios, une filiale d'Activision, pour le multijoueur des FPS Call of Duty: Black Ops, Call of Duty: Modern Warfare 3 et Call of Duty: Black Ops II. Ce service regroupait toutes les statistiques du joueur, les guides des jeux concernés et bénéficie de nombreuses fonctionnalités sociales. Alors qu'un abonnement gratuit est disponible, il y a également un abonnement payant incluant des fonctionnalités exclusives, comme des prix réels, ou un accès complet à la totalité des contenus téléchargeables, ce dernier cas étant uniquement disponible sur Call of Duty: Modern Warfare 3.
En avril 2012, plus de 10 millions de joueurs se sont inscrits sur le service, dont 2 millions étaient des membres premium.
À la suite de la sortie de Black Ops 2, Elite se sépare des privilèges premium pour devenir définitivement gratuit. À compter de ce moment, l'accès Premium permettant de télécharger librement les DLC du jeu est remplacé par un season pass dissocié du service.

## Histoire
Elite fut annoncé initialement par The Wall Street Journal et fut présenté pour la première fois à l'E3 2011 par Activision.

## Arrêt du service
Activision a mis un terme au fonctionnement de Call of Duty: Elite le 28 février 2014.